# Los Angeles Aztecs 1976
Questa pagina raccoglie i dati riguardanti i Los Angeles Aztecs nelle competizioni ufficiali della stagione 1976.

## Stagione
Gli Aztecs, sempre affidati a Terry Fisher, riuscirono ad ingaggiare uno dei più grandi calciatori mondiali, seppur in declino, del periodo, ovvero il nordirlandese George Best, che convinse la società ad ingaggiare anche l'amico Bobby McAlinden, che sino a quel momento aveva avuto un carriera solo nelle serie inferiori. Gli Aztecs, trascinati dalle prestazioni del campione nordirlandese, riuscì ad accedere al primo turno dei playoff per il titolo, ove furono sconfitti dai texani del Dallas Tornado.

## Organigramma societario
Area direttiva
Area tecnica
- Allenatore: Terry Fisher

## Rosa
| N. |                              | Ruolo | Calciatore             |
| -- | ---------------------------- | ----- | ---------------------- |
| 1  | Inghilterra (bandiera)       | P     | Graham Horn            |
| 2  | Inghilterra (bandiera)       | D     | Peter Smith            |
| 3  | Trinidad e Tobago (bandiera) | D     | Ramon Moraldo          |
| 4  | Inghilterra (bandiera)       | D     | Bernie Fagan           |
| 5  | Scozia (bandiera)            | C     | Charlie Cooke          |
| 6  | Uruguay (bandiera)           | C     | Luis Marotte           |
| 6  | Etiopia (bandiera)           | C     | Wolde-Emmanuel Fesseha |
| 7  | Jugoslavia (bandiera)        | A     | Djuro Šorgić           |
| 8  | Inghilterra (bandiera)       | A     | Bobby McAlinden        |
| 9  | Galles (bandiera)            | A     | Ron Davies             |
| 9  | Stati Uniti (bandiera)       | A     | Douglas McMillan       |
| 10 | Stati Uniti (bandiera)       | A     | Sergio Velazquez       |
| 11 | Irlanda del Nord (bandiera)  | A     | George Best            |
| 12 | Inghilterra (bandiera)       | D     | Alan Kelley            |

| N. |                        | Ruolo | Calciatore     |
| -- | ---------------------- | ----- | -------------- |
| 12 | Inghilterra (bandiera) | D     | Jackie Marsh   |
| 13 | Stati Uniti (bandiera) | D     | Lee Atack      |
| 13 | Scozia (bandiera)      | D     | Dave Smith     |
| 14 | Stati Uniti (bandiera) | D     | Miguel Lopez   |
| 15 | Stati Uniti (bandiera) | A     | José López     |
| 16 | Stati Uniti (bandiera) | D     | John Mason     |
| 17 | Messico (bandiera)     | A     | Miguel Brigida |
| 17 | Inghilterra (bandiera) | D     | Malcolm Linton |
| 18 | Canada (bandiera)      | A     | Rob Therien    |
| 19 | Stati Uniti (bandiera) | C     | Randy Garber   |
| 20 | Stati Uniti (bandiera) | P     | Bill Mishalow  |
| 20 | Paesi Bassi (bandiera) | P     | Erik Thiele    |
| 20 | Stati Uniti (bandiera) | P     | Fred Decker    |